# 794
El 794 (DCCXCIV) fou un any comú començat en dimecres del calendari julià.

## Esdeveniments
- L'adopcionisme és considerat herètic al Concili de Frankfurt i es condemna el bisbe d'Urgell.[1]